# Marion Jones (Tennisspielerin)
Marion Jones Farquhar (* 2. November 1879 in Gold Hill, Nevada; † 14. März 1965 in Los Angeles, Kalifornien) war eine US-amerikanische Tennisspielerin.
Marion Jones, Tochter von US-Senator John P. Jones, gewann in den Jahren 1899 und 1902 die US-amerikanischen Tennismeisterschaften. Außerdem war sie 1901 bei denselben Meisterschaften auch im Mixed-Doppel sowie 1902 im Doppel erfolgreich. Bei den Olympischen Spielen in Paris 1900 gewann sie die Bronzemedaille im Einzel und im Mixed-Wettbewerb. Sie wurde die erste US-Amerikanerin, die eine Medaille gewinnen konnte. In Wimbledon wurde sie auch die erste Nicht-Britin, die am Wettbewerb teilnahm. Sie erreichte das Viertelfinale. 1903 heiratete sie den Architekten Robert D. Farquhar, von dem sie sich wenig später scheiden ließ. Ihre Schwester Georgina Jones nahm 1900 ebenfalls an den Olympischen Spielen teil.
Im Jahr 2006 wurde sie in die Hall of Fame des Tennissports aufgenommen.